# Лабуне-Реформа
Лабуне-Реформа (пол. Łabunie-Reforma) — село в Польщі, у гміні Лабуне Замойського повіту Люблінського воєводства.
Населення — 243 особи (2011).
У 1975-1998 роках село належало до Замойського воєводства.

## Демографія
Демографічна структура станом на 31 березня 2011 року:
|          | Загалом | Допрацездатний вік | Працездатний вік | Постпрацездатний вік |
| -------- | ------- | ------------------ | ---------------- | -------------------- |
| Чоловіки | 119     | 39                 | 72               | 8                    |
| Жінки    | 124     | 34                 | 66               | 24                   |
| Разом    | 243     | 73                 | 138              | 32                   |